# Douradina (Mato Grosso do Sul)
Douradina, amtlich Município de Douradina, ist eine Stadt im brasilianischen Bundesstaat Mato Grosso do Sul in der Mesoregion Süd-West in der Mikroregion Dourados. Douradina ist die flächenmäßig kleinste Gemeinde im Bundesstaat.

## Geografie

### Lage
Die Stadt liegt 197 km von der Hauptstadt des Bundesstaates (Campo Grande) und 1331 km von der Landeshauptstadt (Brasília) entfernt. Die Stadt grenzt an die Nachbarstädte Dourados, Itaporã und Rio Brilhante.

### Klima
In der Stadt herrscht tropisches Höhenklima (Aw).

### Gewässer
Die Stadt liegt am Río Paraguay und am Rio Paraná, die zum Flusssystem des Río de la Plata gehören.

### Vegetation
Das Gebiet ist ein Teil der Cerrados (Savannen Zentralbrasiliens).

### Verkehr
Die Gemeinde liegt etwa 5 km von der Bundesstraße BR-163 entfernt.

### Durchschnittseinkommen und HDI
Das Durchschnittseinkommen lag 2011 bei 11.925 Real, der Index der menschlichen Entwicklung (HDI) bei 0,699.